# La Virtud
La Virtud é uma cidade hondurenha do departamento de Lempira.